# 象企画
株式会社象企画（ぞうきかく）は、かつて徳島県徳島市に本社を置き、フィットネスクラブを運営していた会社。

## 概要
1982年（昭和57年）に建築設計事務所を創業。1997年（平成9年）12月より徳島県下に数店舗展開しているフィットネスクラブ「まちけん」を開設。
まちけん末広店ではカルチャー教室・キッズ・岩盤浴・デイサービス（通所介護施設）を併設。
2020年（令和2年）3月4日、大阪地方裁判所へ会社更生法の適用を申請し、即日受理された。同年3月31日に大阪地方裁判所から会社更生手続開始決定を受けた。各店舗は大阪地方裁判所が選任した更生管財人が運営を行っていた。同年10月30日、更生計画の認可決定を受けた。
しかし、会社更生計画で前提としていた「会員数が新型コロナウイルス発生以前の水準にまで回復すること」が達成困難であったことから、更生管財人は2021年9月1日付で大阪地方裁判所へ会社更生手続廃止を申請し、同日付で全4店舗を閉鎖した。同年9月25日に大阪地方裁判所から破産手続開始決定を受けた。
象企画は2023年4月20日に破産手続廃止決定を受け、同年5月25日に法人格が消滅した。

## 沿革
- 1982年 - 会社創業。
- 1997年 - フィットネスクラブ「まちけん」開業。
- 2000年 - まちけん藍住店オープン。
- 2002年 - まちけん末広店オープン。
- 2005年 - 県外初進出となるまちけん多肥店を香川県高松市にオープン。
- 2007年 - まちけん屋島店オープン。
- 2020年3月4日 - 会社更生法に基づく会社更生手続の申立て。
- 2020年3月31日 - 大阪地方裁判所において更生手続開始決定（令和2年(ミ)第1号）
- 2020年10月30日 - 更生計画認可決定。
- 2021年9月1日 - 全4店舗を閉店し、大阪地方裁判所へ会社更生手続廃止を申請。
- 2021年9月25日 - 大阪地方裁判所から破産手続開始決定を受ける。
- 2023年5月25日 - 法人格消滅。

## 運営していた店舗
- 末広店：徳島県徳島市
- 藍住店：徳島県板野郡藍住町
- 多肥店：香川県高松市
- 屋島店：香川県高松市